# Palánkay Klára
Palánkay Klára (Budapest, 1921. június 3. – Budapest, 2007. január 24.) magyar opera-énekesnő (mezzoszoprán).

## Életpályája
Szülői tiltás ellenére lett opera-énekesnő. A középiskolát az „angolkisaszonyoknál” kezdte, és ott természetesnek vették, hogy apáca lesz belőle. Mikor kiderültek énekesi ambíciói, át kellett iratkoznia a Veres Pálné Gimnáziumba. Rendszeresen szerepelt az iskolai ünnepségeken.
A Zeneakadémián 1938 és 1944 között Rosthy Annie éneknövendéke volt. (Zeneelmélet: Laurisin Miklós, zongora: Wehner Tibor).
Az akadémia befejezése után (a háborús viszonyok miatt rendes záróvizsgája nem volt) azonnal szerződtette az Operaház, ahol 1944. október 19-én debütált Amnerisként az Aidában. Magánúton továbbtanult a Palotay Árpád–Budanovits Mária-házaspárnál. 1947 nyarán az Opera hét pályakezdő énekesével együtt vett részt Manfredo Polverosi mesterkurzusán Rómában. A társulatnak 1970-ig volt tagja, egyben kiemelkedő mezzoszoprán énekese. 1990-től az intézmény örökös tagja volt.
Hangjának drámai ereje különleges színészi temperamentummal párosult. Számos európai nagyváros operaszínpadán fellépett.  Leghíresebb alakításai a magyar operairodalomhoz fűződnek. Vele vette először lemezre Ferencsik János Bartók művét, A kékszakállú herceg várát, az énekesnő partnere Székely Mihály volt. Palánkay Klára Judit-alakítása sokáig számított mértékadónak.

„1946-ban nagy megtiszteltetés volt – kétéves tagsággal a hátam mögött – Haselbeck Olga és Némethy Ella után elénekelni Juditot. A döntés megtisztelő voltán nem is volt idő elmélkedni, mert a Némethy Ellával kitűzött előadás előtt Ella megbetegedett, engem az Opera azonnal behívott, hét napig tanultam a szerepet éjjel-nappal, majd kaptam egy rendelkező próbát, s mire felocsúdtam, már ott álltam a színpadon kosztümben Székely Mihály mellett, s felment a függöny.”

## Díjak
- Érdemes művész (1964)
- Bartók Béla-emlékérem (1982)
- A Magyar Köztársasági Érdemrend tisztikeresztje (1995)
- Bartók–Pásztory-díj (1999)

## Szerepei
- Bartók Béla: A kékszakállú herceg vára - Judit
- Georges Bizet: Carmen - címszerep
- Benjamin Britten: Peter Grimes – Mrs. Sedley
- Pjotr Iljics Csajkovszkij: Jevgenyij Anyegin – Larina
- Manuel de Falla: Szerelmi varázs – [énekes]
- Erkel Ferenc: Bánk bán - Gertrudis
- Farkas Ferenc: Vidróczki – Anya
- Goldmark Károly: Sába királynője – címszerep
- Charles-François Gounod: Faust – Martha Schwertlein
- Hajdú Mihály: Kádár Kata – Gyulainé
- Kodály Zoltán: Háry János – Császárné; Mária Lujza
- Kodály Zoltán: Székelyfonó – Háziasszony
- Pietro Mascagni: Parasztbecsület – Lucia
- Modeszt Petrovics Muszorgszkij: Borisz Godunov – Maryna Mniszech; Kszenyija dajkája
- Jacques Offenbach: Hoffmann meséi – Antónia anyjának hanja
- Poldini Ede: Farsangi lakodalom – Bükkyné
- Giacomo Puccini: Gianni Schicchi – Zita anyó
- Camille Saint-Saëns: Sámson és Delila - Delila
- Szokolay Sándor: Vérnász – Halál
- Giuseppe Verdi: Aida - Amneris
- Giuseppe Verdi: Álarcosbál - Ulrika
- Giuseppe Verdi: Rigoletto - Maddalena
- Giuseppe Verdi: A trubadúr - Azucena
- Giuseppe Verdi: Don Carlos - Eboli
- Richard Wagner: Tannhäuser – Vénusz
- Richard Wagner: Lohengrin - Ortrud
- Richard Wagner: Trisztán és Izolda – Brangäne
- Richard Wagner: A walkür - Fricka